# Lebak (Philippines)
Pour les articles homonymes, voir Lebak.
Lebak est une localité de la province de Sultan Kudarat, aux Philippines. En 2015, elle compte 88 868 habitants.